# Hellerau
Hellerau es un barrio (Stadtteil) del norte de la ciudad de Dresde, Alemania, en el distrito municipal (Ortsamtsbereich) de Klotzsche.
Fue la primera ciudad jardín en Alemania, fundada en 1909. El 1 de julio de 1950 se incorporó a Dresde.

## Situación

Localización del barrio (Stadtteil) de Hellerau, en rojo, en el plano de Dresde.

Es uno de los barrios del norte de la ciudad, situado justo al sur del Aeropuerto de Dresde. Está separado de los barrios céntricos de Dresde al sur por el parque protegido de Hellerberge, que se compone de lomas áridas, y diversas especies vegetales. Al oeste está el barrio de Wilschdorf, donde está la zona conocida como Silicon Saxony, por su vocación en la industria microelectrónica. Al este está el barrio histórico de Klotzsche.
Hellerau es atravesado por la Autopista 4, que en este tramo supone la intersección de dos grandes rutas europeas: la E40, que conecta el norte de Francia con Kirguistán en Asia, y la E55, que conecta el sur de Italia con el norte de Alemania, aunque se prolonga en ferry a Suecia y Grecia. Ambas rutas europeas atraviesan, por tanto, Hellerau.

## Historia
El barrio es una consecuencia del auge en Alemania de las Lebenreforms (movimientos para la reforma de la vida), de principios del siglo XX.
El carpintero y empresario Karl Schmidt, propietario y fundador de los talleres Deutsche Werkstätten für Handwerkskunst, muy concienciado con las condiciones sociolaborales de sus trabajadores, e influido por las ideas de Ebenezer Howard, creó una colonia residencial en el paraje de Heller, al norte de Dresde, en 1909, en el entorno de las aldeas de Klotzsche y Rähnitz. Su secretario en los talleres, Wolf Dohrn, influyente investigador educativo y cultural, seguidor de las ideas del político liberal Friedrich Naumann, trabajó junto con Kart Smichdt en la consecución de los ambiciosos objetivos de la colonia.
La idea no era solo residencial. Se trataba de crear un asentamiento planificado en el que dotar de todos los servicios básicos a los habitantes, además promover con fuerza la cultura y mejorar la educación de los trabajadores. Crear un modo de vida completo y pleno para sus habitantes, con medios de producción que aseguraran el éxito económico capaz de atraer a empresarios y artesanos, y siempre potenciando la interrelación artística y creativa con la vida del lugar.
La planificación urbana del poblado de Hellerau fue encargada al arquitecto Richard Riemerschmid, quien, además de los nuevos talleres de Karl Schmidt y las casas de los obreros, construyó espaciosas casas de campo, tiendas, lavaderos y baños públicos, escuela, mercado, instalaciones sanitarias y residencias. La primera piedra del poblado se colocó el 22 de abril de 1909, mientras que al año siguiente las nuevas instalaciones de la fábrica ya estaban en funcionamiento. Trabajaron en el proyecto, además de Riemerschmid, algunos de los más renombrados arquitectos alemanes de la época: Heinrich Tessenow, Hermann Muthesius, Kurt Frick, Georg Metzendorf, Wilhelm Kreis, Theodor Fischer y Bruno Paul.
Mediante un decreto del gobierno, Hellerau estuvo exento del cumplimiento de cualquier norma urbanística y de construcción, por lo que se planeó con total libertad. Esta exención normativa fue compartida con la otra ciudad jardín pionera de Alemania, contemporánea de Hellerau: Margarethenhöhe, en Essen.

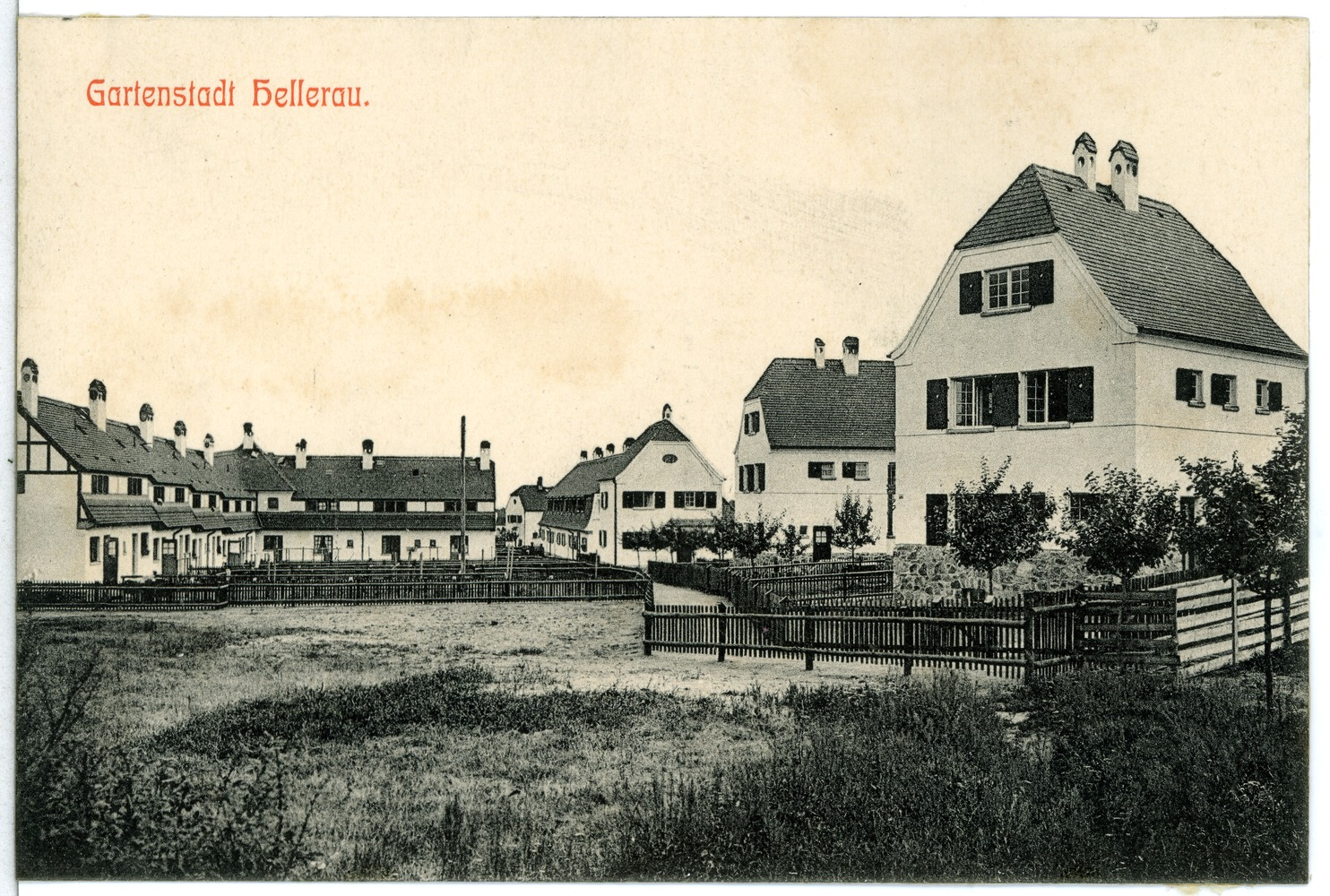
Hellerau en 1911

Hellerau atrajo a reformadores, creadores e intelectuales de toda Europa, entre ellos el compositor y pedagogo musical Émile Jaques-Dalcroze, para el que se construyó el edificio de la Bildungsanstalt für Musik und Rhythmus (Escuela Nacional para la Müsica y el Ritmo), hoy Festspielhaus Hellerau, donde pondría en práctica sus influyentes teorías, y donde se realizarían célebres festivales.
En 1912 se fundó la Hellerauer Verlag (Editora de Hellerau), para la edición de libros de gran calidad artística, entre ellos obras de Theodor Haecker y de Paul Claudel.
En 1914 murió Wolf Dohrn en un accidente de esquí y comenzó la Primera Guerra Mundial, hechos que provocaron el fin de la época dorada de Hellerau.
Tras la muerte de Wolf Dohrn y la partida de Émile Jaques-Dalcroze, el hermano de Wolf, Harald Dohrn, se hizo cargo de la dirección de la Escuela con el mismo espíritu de sus fundadores. La guerra hizo que bajara el número de estudiantes, por lo que finalmente tuvo que cerrar.
No obstante, en los años siguientes continuaron desarrollándose los proyectos culturales y los conceptos pedagógicos innovadores. En ese sentido, en el Festspielhaus se instaló en 1921 una escuela de ideas reformistas, la Neue Schule, fundada por el educador Alexander Sutherland Neill. En 1923 la revolución en Sajonia ocasionó la partida de Neill, que con los mismos principios crearía la Escuela de Summerhill, ya en Inglaterra.
Con la llegada del gobierno nacionalsocialista en Alemania en 1933 se puso fin a la orientación progresista de Hellerau. Harald, contrario a las ideas nazis, no había cesado de buscar personas de orientación humanista y liberal para continuar la labor educativa de la Escuela, pero no tuvo mucho éxito. En 1933 llegaron los problemas financieros y vendió sus acciones de Hellerau a otras empresas.
En 1939, el gobierno nazi reconstruyó la Bildungsanstalt für Rhythmische Gymnastik (Academia Nacional de Gimnasia Rítmica) en uno de los patios. A partir de 1945 esas instalaciones fueron usadas por el ejército soviético. Finalmente fue devuelta al estado en 1992.

## Festspielhaus
El arquitecto Heinrich Tessenow diseñó el conjunto formado por el edificio conocido hoy como Casa de Festivales de Hellerau (Festspielhaus Hellerau), la explanada a sus pies y los pabellones que la circundan, con los árboles del parque rodeando el conjunto.

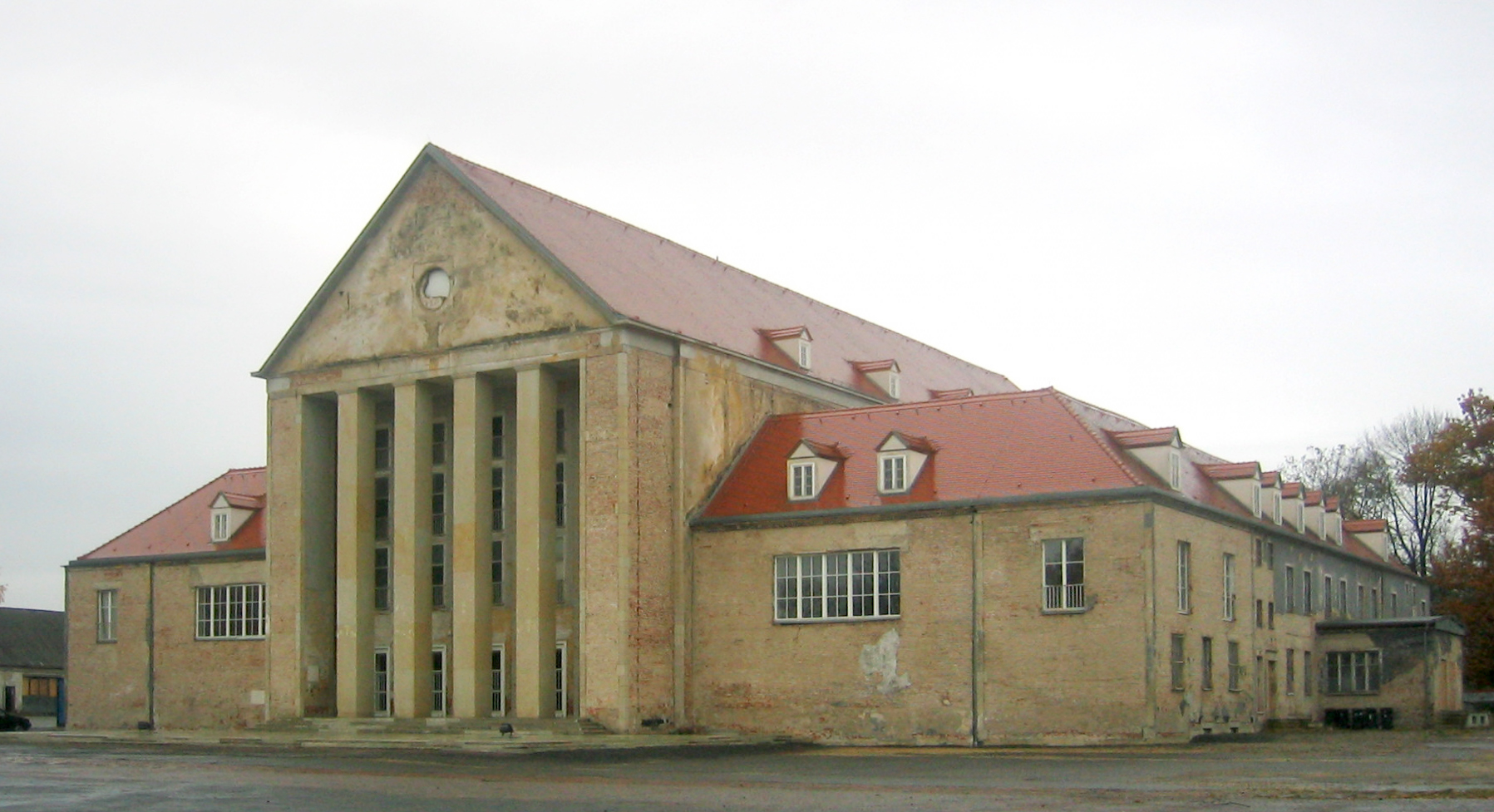
Edificio del Festspielhaus Hellerau

Kart Schmidt y Wolf Dohrn invitaron al poblado al compositor suizo Émile Jaques-Dalcroze, que instaló una escuela en Hellerau (Bildungsanstalt für Musik und Rhythmus) donde enseñó su innovador método Dalcroze Eurhythmics, llamado Rhythmische Gymnastik en Alemania, que combinaba la enseñanza de la música con el movimiento, con enorme trascendencia para la historia posterior de la música, la danza y el teatro. El edificio fue construido expresamente por Heinrich Tessenow tanto para las enseñanzas de Dalcroze como para actuaciones.
Con las innovadoras bailarinas y profesoras de danza Gret Palucca y Mary Wigman, Hellerau se convirtió en un gran centro europeo de danza moderna. Los festivales, en los que trabajó el prestigioso escenógrafo Adolphe Appia, estrecho colaborador de Dalcroze, atrajeron a la intelligentsia europea del momento hasta que comenzó la Primera Guerra Mundial. Entre los nombres de las personalidades que se dieron cita en el Festspielhaus se encuentran los pintores Emil Nolde y Oskar Kokoschka, los escritores George Bernard Shaw, Franz Kafka, Stefan Zweig y Upton Sinclair, el empresario de danza Serguéi Diáguilev, y el arquitecto Henry van de Velde.

## Hellerau actualmente
Intentado seguir la estela de sus mejores días, la Festspielhaus Hellerau, con novedosas instituciones culturales y actuaciones contemporáneas, se está convirtiendo en uno de los lugares más importantes de Dresde.
En 2003, el Dresdner Zentrum für zeitgenössische Musik (Centro de Música Contemporánea de Dresde) se mudó al edificio del lado oeste de la Festspielhaus. 
El compositor Udo Zimmermann creó el Europäische Zentrum der Künste Hellerau (Centro Europeo de las Artes de Hellerau), que dirigió desde 2004 hasta 2008, colaborando con el coreógrafo William Forsythe. Este tuvo una de las sedes de su Forsythe Company también en la Festspielhaus Hellerau, desde 2005 a 2015.

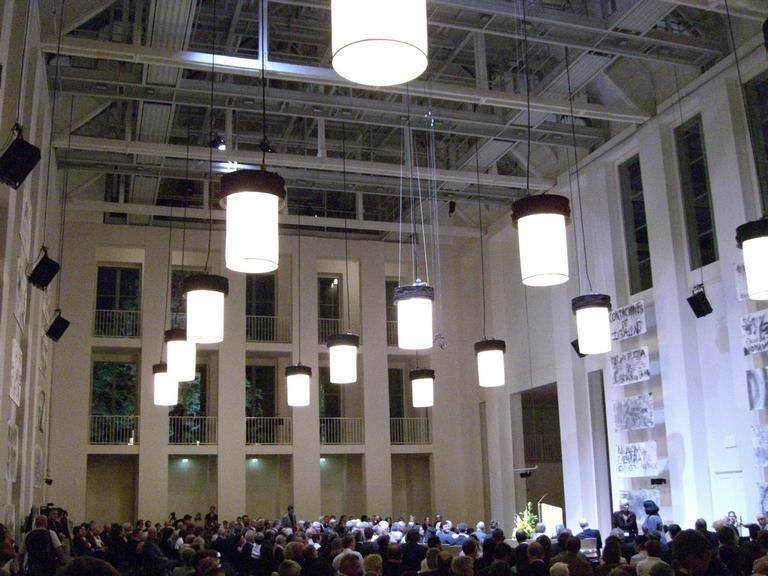
Interior de la Festspielhaus

Muchos eventos relevantes de los ámbitos del teatro, la música, la danza y la creación han tenido lugar en Hellerau en los últimos años. Podemos citar el Cynetart, que es el festival más importante de Alemania que conjuga el arte y las actuaciones de vanguardia con las nuevas tecnologías y los medios digitales.
Los talleres Deutschen Werkstätten Hellerau siguen funcionando actualmente en sus instalaciones anexas a las originales, produciendo interiores de gran éxito internacional. Esas instalaciones primigenias, el conocido como GebäudeEnsemble Deutsche Werkstätten Hellerau, acogen hoy en día servicios auxiliares y de ingeniería.
Actualmente, asociaciones como la Bürgerschaft Hellerau trabajan para que se incluya Hellerau en la Lista del Patrimonio de la Humanidad de la UNESCO. Dresde es la segunda ciudad del mundo que ve retirada de la Lista de la UNESCO un lugar, el Valle del Elba en Dresde, debido a la construcción a partir de 2007 del Puente del Waldschlößchen.

## Ampliación de la ciudad jardín
El arquitecto Wolfram Baltin se hizo cargo de nuevas construcciones residenciales en Hellerau. La conjunción de la arquitectura fin de siècle con las necesidades habitacionales modernas ha sido notable. El concurso fue adjudicado en 1993, y consistía en el proyecto de 34 viviendas unifamiliares y 10 colectivas. Algunas características destacadas son las fachadas en forma curva, la profusión de espacios abiertos, patios y jardines transitables, nuevos senderos, y los paramentos de colores vivos.

## Patrimonio de Hellerau
La ciudad jardín se sitúa en un terreno levemente inclinado, con calles curvilíneas que configuran un urbanismo orgánico, con grandes espacios abiertos. Se alternan edificios de dos o tres plantas como mucho (la tercera planta aprovecha el hueco de la cubierta a modo de desván), con numerosas coníferas y espacios verdes. La mayor altura es la torre del agua, de 32 metros, que rompe la homogeneidad constructiva.
Los edificios presentan mayoritariamente un acabado liso con pinturas en colores suaves, claros o crema. Los tejados son inclinados de teja roja. La carpintería de los numerosos huecos de ventana es normalmente blanca con contraventanas verdes. Todo ello da una apariencia campestre al barrio.

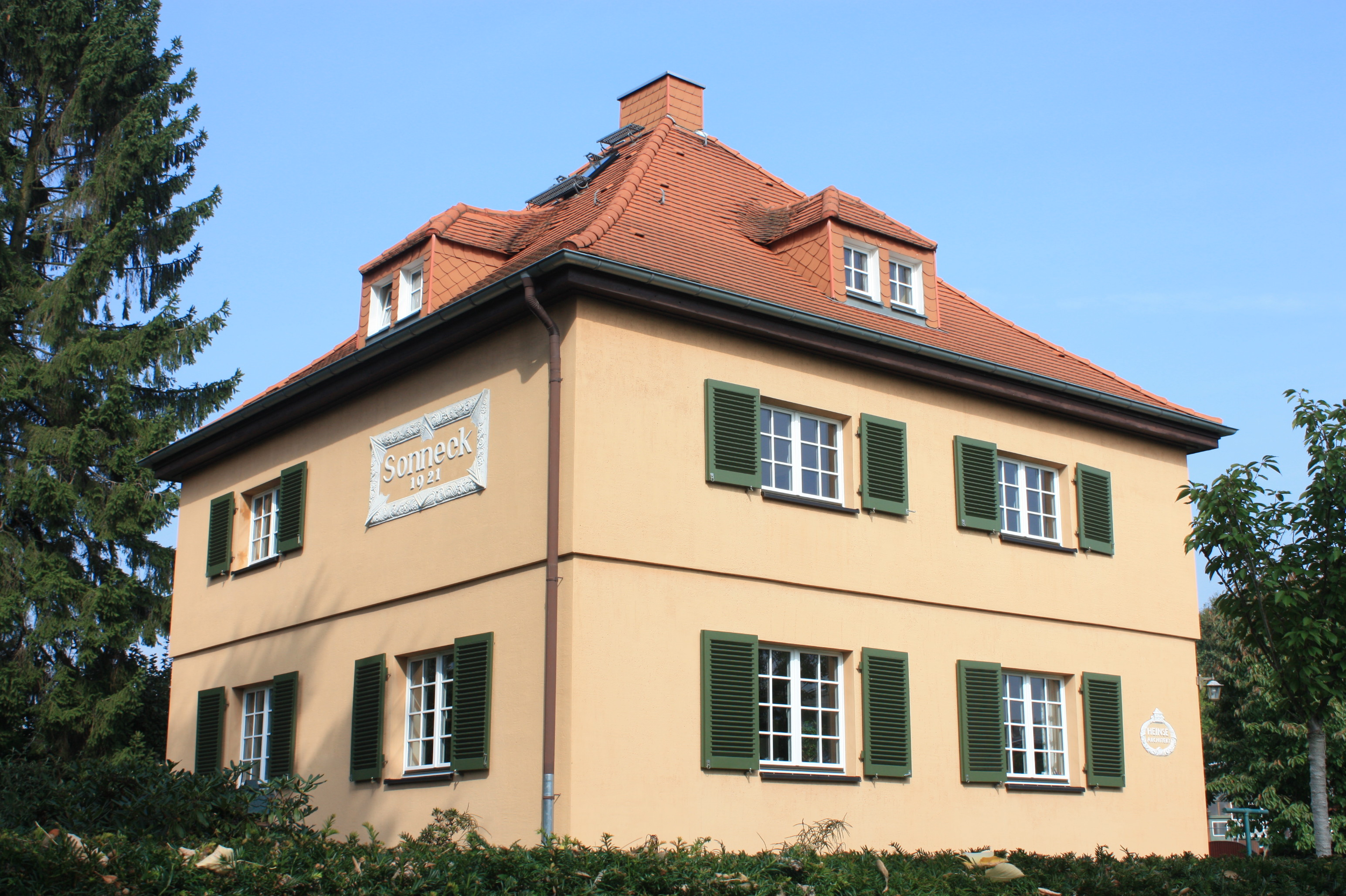
Villa Sonneck, de 1921

Están catalogadas una gran cantidad de viviendas y edificios, entre los cuales tenemos:
- Casas aisladas, pareadas o adosadas unifamiliares.
- Villas.
- Edificios residenciales plurifamiliares, a veces conformando manzanas más amplias.
- Granjas con vivienda.
- Casas de labranza.
- Casas de madera.
- Casas modelo o Musterhaus.
- Edificios singulares, entre los que están la portería, la cochera, la casa de bomberos, la escuela primaria o la torre depósito de agua.
- Casas o edificios con algún uso o denominación concreta:
  - Muchas refieren a alguno de sus antiguos propietarios, como las casas Gebhardt, Schomerus, Denso, Starke, Lehmann, Dohrn, Horneffer/Bienert, Zollmann, Arthur Fischer, Chrambach, Gehlig, Booth, Ferchland, Tessenow, casa de verano Zillinger, o las casas de Dalcroze.
  - Villa Mendelssohn/Villa Schmidt, (casa de Karl Schmidt).
  - El Kaffee Hellerau.
  - La Flitterwochenhaus (“Casa de Luna de Miel”).
  - La casa del Dr. Günther (primer consultorio médico de Hellerau, luego escuela de gimnasia y danza).
  - Fundación Mathilde-Zimmer  (que ha pasado por varios usos, desde internado, escuela o cantina, hasta el uso residencial de hoy en día).
  - Gasthaus Waldschänke, antigua casa de comidas con varias dependencias, ampliado en 1910 por Richard Riemerschmid, durante mucho tiempo ruinoso y posteriormente reconstruido.
- Iglesia Ludwig-Kossuth, de 1899, con su órgano estilo Jugendstil.
- Monumento a los soldados caídos en la Primera Guerra Mundial.
- Los edificios de la Deutsche Werkstätten Hellerau originarios de los talleres de Karl Schmidt de 1910. Hoy acogen diversos servicios. Las instalaciones de fabricación actuales se sitúan más al sur.
- Festspielhaus Hellerau. Primeramente Escuela Nacional para la Música y el Ritmo, del músico Dalcroze. Centro de gimnasia rítmica durante el Nazismo, y de 1945 a 1989 cuartel de las tropas soviéticas, y actualmente centro de música, artes escénicas, festivales y exposiciones artísticas de gran relevancia, con clara vocación contemporánea e innovadora (como lo fue en sus inicios). Al pie del edificio está el gran patio al aire libre, rodeado por pabellones, y perimetralmente el Golgi Park, entorno ajardinado que sirve de espacio multiusos para la comunidad.

## Residentes notables
- Karl Schmidt-Hellerau (1873-1948), fundador de la comunidad.
- Émile Jaques-Dalcroze (1865-1950), profesor de música.
- Richard Riemerschmid (1868-1957), arquitecto.